# Obszar Chronionego Krajobrazu Dolina Chojnatki
Obszar Chronionego Krajobrazu Dolina Chojnatki – obszar chronionego krajobrazu ustanowiony 24 marca 2009 roku Rozporządzeniem Nr 4/2009 Wojewody Łódzkiego w sprawie wyznaczenia Obszaru Chronionego Krajobrazu Dolina Chojnatki. Wcześniej obszar ten stanowił fragment Obszaru Chronionego Krajobrazu Bolimowsko-Radziejowickiego z doliną środkowej Rawki.
Obszar położony jest w całości na terenie gminy Kowiesy w powiecie skierniewickim w województwie łódzkim.
Powierzchnia obszaru wynosi 519 ha. Chroni dolinę niewielkiej rzeki Chojnatki, będącej dopływem Rawki (dorzecze Wisły). Zasięgiem obejmuje także kompleks leśny na wschodzie gminy oraz zabytkowy park w Paplinie. Obszar przylega do Bolimowskiego Parku Krajobrazowego. 
Bierze tu początek  szlak turystyczny Kowiesy PKS – Miedniewice PKS.